# Чемпионат мира по пляжному футболу 2013
Чемпионат мира по пляжному футболу 2013 — 7-й (официально) или 17-й (фактически) чемпионат мира по пляжному футболу, который прошёл с 18 по 28 сентября 2013 года на пляжах города Папеэте, Таити. Это был второй турнир, который состоялся в соответствии с новой двухлетней основой.

## Участники

### Хозяева
Таити участвует автоматически как хозяин чемпионата.

### Африканская зона
Африканская квалификация прошла с 22 по 26 мая 2013 года в Эль-Джадида, Марокко, для определения двух представителей зоны КАФ. Первоначально проведение турнира было запланировано на 10-14 апреля, а затем 29 мая — 2 июня 2013 года в Касабланке. По результатам турнира Африку на чемпионате мира представляли Сенегал и Кот-д’Ивуар.

### Азиатская зона
Азиатская квалификация прошла на временном стадионе на пляже Катара в Дохе, Катар с 22 по 26 января 2013 года. По результатам турнира Иран, ОАЭ и Япония получили возможность представлять Азию на чемпионате мира.

### Европейская зона
Европейские отборочные матчи прошли в Москве с 1 по 8 июля 2012 года. Испания (как чемпион Европы), Россия (второе место), Украина и Нидерланды получили право участвовать на чемпионате мира по пляжному футболу 2013.

### Зона Северной и Центральной Америки и стран Карибского бассейна
Северо-Американская квалификация была проведена с 8 по 12 мая 2013 года в Нассау, Багамы, для определения двух представителей зоны КОНКАКАФ. США, как чемпион КОНКАКАФ и Сальвадор получили возможность представлять свою конфедерацию на чемпионате мира.

### Зона Южной Америки
Квалификация Южной Америки прошла с 10 по 17 февраля 2013 года на временном стадионе в Мерло в провинции Сан-Луис, Аргентина. По результатам турнира Аргентина, Бразилия и Парагвай получили возможность представлять Южную Америку на чемпионате мира.

### Океания
Квалификация Океании прошла с 12 по 14 июня 2013 года в Папеэте, Таити, для определения второго представителя зоны ОФК на чемпионате мира, так как зона ОФК будет иметь два места на турнире из-за того, что Таити является хозяином чемпионата.

## Команды

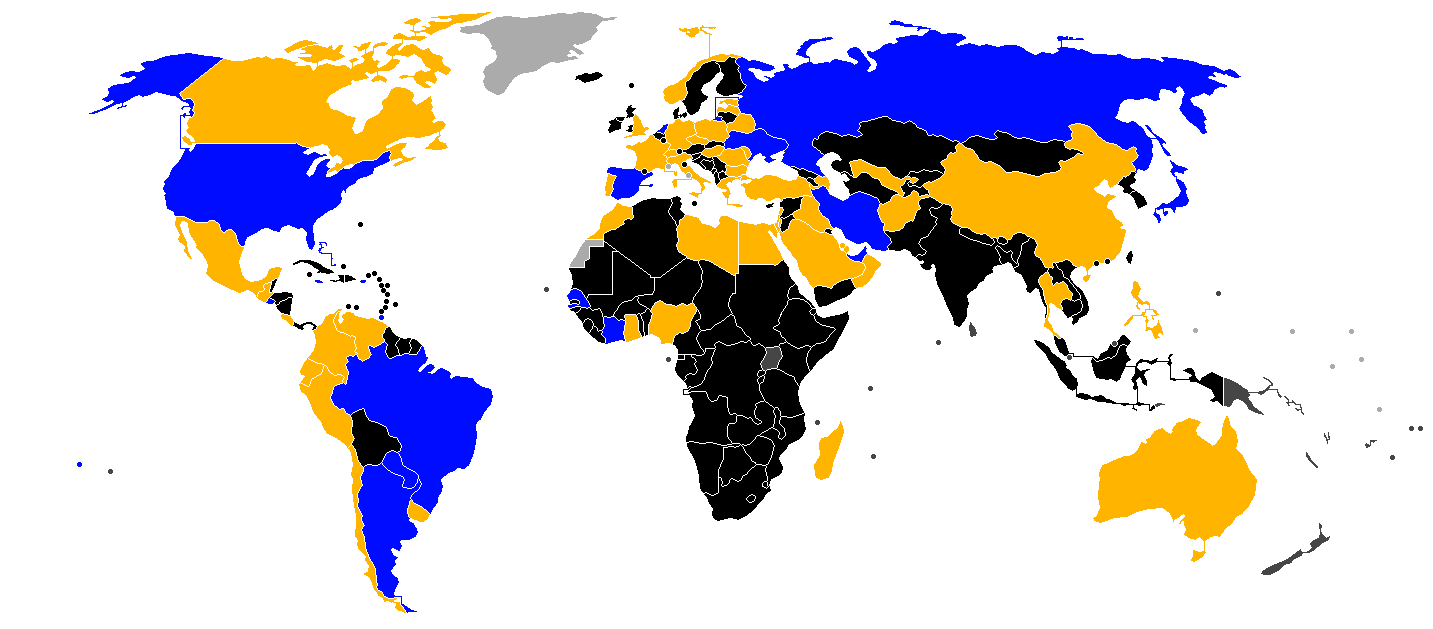
Данные после Африканской квалификации
Квалифицировались на участие в чемпионате мира
Приняли участие в квалификации, но не отобрались на чемпионат
Подтвердил участие в квалификации чемпионата мира
Еще не подтвердили участие в квалификации
Не примут участия в чемпионате
Не являются членами ФИФА

Распределение слотов для этого чемпионата было одобрено исполнительным комитетом ФИФА в мае 2012 года.
Это команды, которые получили право на участие на чемпионате мира:

| Азиатская зона (АФК) - Иран - ОАЭ - Япония Африканская зона (КАФ) - Кот-д’Ивуар - Сенегал Европейская зона (УЕФА) - Испания - Нидерланды - Россия - Украина | Зона Северной и Центральной Америки и стран Карибского бассейна (КОНКАКАФ) - Сальвадор - США Океания (ОФК) - Соломоновы Острова Зона Южной Америки (КОНМЕБОЛ) - Аргентина - Бразилия - Парагвай Хозяева - Таити (Океания) |  |

## Место проведения
Все матчи были сыграны на стадионе Тахуа Тоата (Tahua To’ata Stadium) в Папеэте.
| Папеэте             |
| ------------------- |
| Тахуа Тоата стадион |
| Вместимость: 3 600  |
|                     |
|                     |

## Официальный мяч
Все матчи были сыграны новым мячом adidas Cafusa, который немного отличался от мяча, использовавшегося на Кубке конфедераций 2013 в Бразилии.

## Песня
Официальная песня Чемпионата мира по пляжному футболу 2013 называется Tu’e Popo и исполняется местной певицей Sabrina. Она была выбрана в конкурсе, проводимом оргкомитетом между четырьмя финалистами.
Официальный клип на песню был размещён на Youtube в новостной ленте канала Beach Soccer Worldwide’s.

## Жеребьёвка
Итоговая жеребьёвка была проведена 5 июня 2013 года в 19:30 (по местному времени) в Maison de la Culture (Te Fare Tauhiti Nui) в Папеэте, Таити. Стране-хозяйке Таити и чемпионам 2011 года России, были присвоены позиции A1 и D1 до жеребьёвки. Команды из одной конфедерации не могут встретиться друг с другом на групповом этапе.
| Корзина 1 (Хозяева и КОНМЕБОЛ)                     | Корзина 2 (КАФ и КОНКАКАФ)        | Корзина 3 (АФК и ОФК)               | Корзина 4 (УЕФА)                                   |
| -------------------------------------------------- | --------------------------------- | ----------------------------------- | -------------------------------------------------- |
| Таити (назначены в A1) Аргентина Бразилия Парагвай | Кот-д’Ивуар Сенегал Сальвадор США | Иран Япония ОАЭ Соломоновы Острова* | Нидерланды Россия (назначены в D1) Испания Украина |

Примечание: На время проведения жеребьёвки представитель конфедерации ОФК ещё не был известен.

## Судьи
ФИФА объявила список из 24 судей, которые будут обслуживать чемпионат мира в июле 2013 года. Из 24 судей, по крайней мере один представитель из каждой конфедерации, четыре из АФК, трое из КАФ, пять из КОНМЕБОЛ, три из КОНКАКАФ, один из ОФК и восемь от УЕФА, все 24 судей из разных стран.
| АФК                                                                  | КАФ                                        | КОНКАКАФ                                        | КОНМЕБОЛ                                                             | ОФК       | УЕФА                                                            | УЕФА                                                           |
| -------------------------------------------------------------------- | ------------------------------------------ | ----------------------------------------------- | -------------------------------------------------------------------- | --------- | --------------------------------------------------------------- | -------------------------------------------------------------- |
| Сухаими Мэт Хассан Суват Вонгсуван Ибрагим Алмансори Бахтиёр Намазов | Саид Хачим Дрисс Ламгхаидар Бессем Бубакер | Оскар Веласкес Мигель Агилар Гумерсиндо Батиста | Мариано Ромо Филип Варежао Патрисио Бланка Хосе Кортес Мике Паломино | Хуго Падо | Эммануэль Вокаль Гионни Маттиколи Михаэль Медина Томаш Винярчук | Александр Берёзкин Рубен Эирис Кристиан Циммерман Сердар Аксер |

## Составы команд
Команды должны выбрать 12 игроков (два из которых должны быть вратарями) в срок, установленный ФИФА. Составы были опубликованы ФИФА 11 сентября 2013 года.

## Групповая стадия
Каждая команда получает три очка за победу, два очка за победу в дополнительное время или в серии пенальти, и ни одного балла за поражение.
Решающий критерий
Если две или более команд заканчивают групповой этап с одинаковым количеством очков, то их место определяется по следующим критериям:
1. Наибольшее количество очков, набранных в матчах между этими командами;
2. Наибольшая разница мячей в результате группового этапа между заинтересованными командами;
3. Наибольшее количество забитых мячей во всех матчах группы между заинтересованными командами;
4. Наибольшая разница мячей во всех матчах группы;
5. Наибольшее количество забитых мячей во всех матчах группы;
6. По жеребьёвке Организационного комитета ФИФА.

| Условные обозначения                                                             |
| -------------------------------------------------------------------------------- |
| Победители и команды, занявшие вторые места в группе, переходят в четвертьфиналы |

Все матчи будут проходить по местному времени, UTC−10:00.

### Группа A
| Команда | И | В | В+ | П | ГЗ | ГП | +/- | О |
| ------- | - | - | -- | - | -- | -- | --- | - |
| Испания | 3 | 3 | 0  | 0 | 14 | 8  | +6  | 9 |
| Таити   | 3 | 1 | 1  | 1 | 10 | 9  | +1  | 5 |
| США     | 3 | 1 | 0  | 2 | 13 | 14 | −1  | 3 |
| ОАЭ     | 3 | 0 | 0  | 3 | 8  | 14 | −6  | 0 |

| Испания                                                | 5:4   | США                                                     |
| ------------------------------------------------------ | ----- | ------------------------------------------------------- |
| Антонио 10′, 31′ · Льоренс 19′ · Хуанма 32′ · Нико 35′ | Отчёт | 7′, 23′ Р. Футагаки · 15′ М. Чименти · 32′ Л. Валентайн |

| Таити                                                 | 3:2   | ОАЭ                                 |
| ----------------------------------------------------- | ----- | ----------------------------------- |
| Р. Беннетт 6′ · Т. Заверони 10′ · Р. Ли Фунг Куээ 14′ | Отчёт | 20′ Х. Альхаммади · 22′ Х. Алькааби |

| ОАЭ                                | 2:5   | Испания                                                     |
| ---------------------------------- | ----- | ----------------------------------------------------------- |
| Х. Алькааби 3′ · Х. Альхаммади 26′ | Отчёт | 17′ Антонио · 28′, 36′ Р. Мерида · 34′ Льоренс · 36′ Синтас |

| США                                                 | 3:5 (доп. вр.) | Таити                                                                  |
| --------------------------------------------------- | -------------- | ---------------------------------------------------------------------- |
| А. Тчен 18′ (авт.) · М. Чименти 32′ · Н. Перера 35′ | Отчёт          | Р. Ли Фунг Куээ 3′ · Р. Беннетт 4′ · Т. Лабасте 23′ · П. Тепа 39′, 39′ |

| ОАЭ                                                      | 4:6   | США                                                           |
| -------------------------------------------------------- | ----- | ------------------------------------------------------------- |
| Х. Альхаммади 1′, 27′ · К. Альбалуши 8′ · А. Хуссейн 31′ | Отчёт | Н. Перера 2′, 17′, 26′ · А. Каналь 8′, 16′ · Д. Леопольдо 34′ |

| Таити                             | 2:4   | Испания                                     |
| --------------------------------- | ----- | ------------------------------------------- |
| П. Тепа 24′ · Р. Ли Фунг Куээ 34′ | Отчёт | Р. Мерида 4′, 10′ · Куман 7′ · Д. Пахон 17′ |

### Группа B
| Команда            | И | В | В+ | П | ГЗ | ГП | +/- | О |
| ------------------ | - | - | -- | - | -- | -- | --- | - |
| Аргентина          | 3 | 2 | 0  | 1 | 17 | 11 | +6  | 6 |
| Сальвадор          | 3 | 2 | 0  | 1 | 13 | 11 | +2  | 6 |
| Соломоновы Острова | 3 | 1 | 0  | 2 | 13 | 15 | −2  | 3 |
| Нидерланды         | 3 | 0 | 1  | 2 | 6  | 12 | −6  | 2 |

| Аргентина                                                         | 4:1   | Сальвадор     |
| ----------------------------------------------------------------- | ----- | ------------- |
| С. Легисамон 4′ · Ф. Илайре 5′ · М. де Эсейса 13′ · Л. Медеро 25′ | Отчёт | 18′ Э. Роблес |

| Нидерланды | 0:2   | Соломоновы Острова        |
| ---------- | ----- | ------------------------- |
|            | Отчёт | 25′ Д. Луви · 34′ Н. Мури |

| Соломоновы Острова                                | 5:8   | Аргентина                                                                      |
| ------------------------------------------------- | ----- | ------------------------------------------------------------------------------ |
| А. Тало 12′, 13′, 31′ · Р. Лауа 13′ · Д. Луви 15′ | Отчёт | 1′ Д. Леви · 16′, 28′ Э. Илайре · 17′ Ф. Илайре · 25′, 26′, 31′, 31′ Л. Медеро |

| Сальвадор                                                                 | 5:1   | Нидерланды        |
| ------------------------------------------------------------------------- | ----- | ----------------- |
| А. Руис 7′, 33′ (пен.) · Ф. Веласкес 7′ · Т. Эрнандес 22′ · Х. Батрес 35′ | Отчёт | М. ван Гессель 7′ |

| Соломоновы Острова                                                     | 6:7   | Сальвадор                                                        |
| ---------------------------------------------------------------------- | ----- | ---------------------------------------------------------------- |
| М. Айса 12′ · Н. Мури 17′, 19′, 24′ · А. Тало 31′ (пен.) · Р. Лауа 34′ | Отчёт | 6′, 11′, 14′, 20′, 33′ А. Руис · 25′ Ф. Веласкес · 30′ Э. Роблес |

| Нидерланды                                                                         | 5:5 (доп. вр.) | Аргентина                                             |
| ---------------------------------------------------------------------------------- | -------------- | ----------------------------------------------------- |
| Ф. ван дер Геест 19′ · П. Акс 20′, 28′ · Р. ван Дирен 26′ · Ч. ван ден Увеланд 36′ | Отчёт          | 1′ Э. Илайре · 1′ Д. Леви · 4′, 7′, 24′ Х. Вивас      |
| Пенальти                                                                           |                |                                                       |
| М. ван Гессель · П. Акс · Р. ван Дирен · Д. Клийброек                              | 4:3            | Л. Медеро · С. Легисамон · Л. Франческини · Э. Илайре |

### Группа C
| Команда  | И | В | В+ | П | ГЗ | ГП | +/- | О |
| -------- | - | - | -- | - | -- | -- | --- | - |
| Бразилия | 3 | 3 | 0  | 0 | 16 | 6  | +10 | 9 |
| Иран     | 3 | 1 | 0  | 2 | 8  | 10 | -2  | 3 |
| Украина  | 3 | 1 | 0  | 2 | 9  | 11 | -2  | 3 |
| Сенегал  | 3 | 1 | 0  | 2 | 11 | 17 | -6  | 3 |

| Сенегал                                     | 5:4   | Украина                                                |
| ------------------------------------------- | ----- | ------------------------------------------------------ |
| Б. Фалл 15′, 16′, 27′, 35′ · П. Кукпаки 22′ | Отчёт | 2′ В. Сидоренко · 3′, 26′ О. Зборовский · 24′ Р. Пачев |

| Бразилия                              | 4:1   | Иран         |
| ------------------------------------- | ----- | ------------ |
| Бруно Шавьер 2′, 15′, 31′ · Буэно 16′ | Отчёт | 9′ А. Акбари |

| Иран                                                          | 5:3   | Сенегал                                    |
| ------------------------------------------------------------- | ----- | ------------------------------------------ |
| М. Ахмадзадеха 2′, 3′, 21′ · А. Акбари 16′ · Ф. Булокбаши 30′ | Отчёт | Н. Силла 16′, 28′ · П. Хоссейни 16′ (авт.) |

| Украина                              | 2:4   | Бразилия                                      |
| ------------------------------------ | ----- | --------------------------------------------- |
| О. Зборовский 22′ · В. Гладченко 27′ | Отчёт | Бруно Шавьер 5′, 33′ · Бруно 8′ · Даниэль 35′ |

| Иран                               | 2:3   | Украина                                         |
| ---------------------------------- | ----- | ----------------------------------------------- |
| М. Ахмадзадех 3′ · П. Хоссейни 33′ | Отчёт | А. Борсук 3′ · А. Корнийчук 22′ · И. Борсук 30′ |

| Бразилия                                                                          | 8:3   | Сенегал                           |
| --------------------------------------------------------------------------------- | ----- | --------------------------------- |
| Даниэль 2′ · Бруно Шавьер 5′, 11′, 30′ · Бруно 6′ · Андре 25′, 26′ · Жоржиньо 36′ | Отчёт | П. Кукпаки 10′ · Б. Фалл 17′, 28′ |

### Группа D
| Команда     | И | В | В+ | П | ГЗ | ГП | +/- | О |
| ----------- | - | - | -- | - | -- | -- | --- | - |
| Россия      | 3 | 2 | 1  | 0 | 13 | 6  | +7  | 8 |
| Япония      | 3 | 1 | 1  | 1 | 8  | 8  | 0   | 5 |
| Парагвай    | 3 | 1 | 0  | 2 | 14 | 13 | +1  | 3 |
| Кот-д’Ивуар | 3 | 0 | 0  | 3 | 11 | 19 | -8  | 0 |

| Парагвай | 10:6  | Кот-д’Ивуар                                                     |
| --- | ----- | --------------------------------------------------------------- |
| Х. Лопес 9′, 28′, 31′ · Л. Перейра 12′, 21′, 33′ · П. Моран 15′, 28′, 26′ · Г. Бенитес 20′ (пен.) · Э. Баррето 36′ | Отчёт | 3′, 11′, 16′, 31′ Д. Куасситчи · 7′ М. Саканоко · 11′ Э. Тчетче |

| Россия                                                      | 4:1   | Япония        |
| ----------------------------------------------------------- | ----- | ------------- |
| Д. Шишин 13′, 14′ · Ю. Крашенинников 31′ · А. Перемитин 31′ | Отчёт | 28′ Т. Табата |

| Япония                                    | 3:1   | Парагвай     |
| ----------------------------------------- | ----- | ------------ |
| Х. Ода 2′ · О. Морейра 8′ · Т. Табата 14′ | Отчёт | П. Моран 26′ |

| Кот-д’Ивуар                        | 2:5   | Россия                                                  |
| ---------------------------------- | ----- | ------------------------------------------------------- |
| Д. Куасситчи 27′ · М. Саканоко 30′ | Отчёт | А. Макаров 12′, 28′ · Е. Шайков 15′ · Д. Шишин 20′, 31′ |

| Япония                                            | 4:3 (доп. вр.) | Кот-д’Ивуар                                   |
| ------------------------------------------------- | -------------- | --------------------------------------------- |
| С. Ямаути 3′ · О. Морейра 19′, 38′ · Н. Мацуо 39′ | Отчёт          | Д. Куасситчи 1′ (пен.), 38′ · М. Саканоко 18′ |

| Россия                                               | 4:3 (доп. вр.) | Парагвай                                   |
| ---------------------------------------------------- | -------------- | ------------------------------------------ |
| А. Перемитин 2′ · А. Макаров 13′ · Д. Шишин 16′, 37′ | Отчёт          | C. Амаррийя 21′ · П. Моран 28′, 36′ (пен.) |

## Плей-офф
|  | Четвертьфиналы   | Четвертьфиналы   |                  |       | Полуфиналы      | Полуфиналы   |  |  | Финал            | Финал |
|  |                  |                  |                  |       |                 |              |  |  |                  |       |
|  | 25 сентября 2013 |                  |                  |       |                 |              |  |  |                  |       |
|  |                  |                  |                  |       |                 |              |  |  |                  |       |
|  | Испания          | 2                |                  |       |                 |              |  |  |                  |       |
|  | Испания          | 2                | 27 сентября 2013 |       |                 |              |  |  |                  |       |
|  | Сальвадор        | 1                |                  |       |                 |              |  |  |                  |       |
|  | Сальвадор        | 1                | Испания          | 2     |                 |              |  |  |                  |       |
|  | 25 сентября 2013 |                  | Испания          | 2     |                 |              |  |  |                  |       |
|  |                  | Бразилия         | 1                |       |                 |              |  |  |                  |       |
|  | Бразилия         | Бразилия         | 1                | 4     |                 |              |  |  |                  |       |
|  | Бразилия         |                  | 28 сентября 2013 | 4     |                 |              |  |  |                  |       |
|  | Япония           | 3                |                  |       |                 |              |  |  |                  |       |
|  | Япония           | 3                | Испания          | 1     |                 |              |  |  |                  |       |
|  | 25 сентября 2013 |                  | Испания          | 1     |                 |              |  |  |                  |       |
|  |                  | Россия           | 5                |       |                 |              |  |  |                  |       |
|  | Россия           | Россия           | 5                | 6     |                 |              |  |  |                  |       |
|  | Россия           | 27 сентября 2013 |                  | 6     |                 |              |  |  |                  |       |
|  | Иран             | 5                |                  |       |                 |              |  |  |                  |       |
|  | Иран             | 5                | Россия           | 5     | Третье место    | Третье место |  |  |                  |       |
|  | 25 сентября 2013 |                  | Россия           | 5     | Третье место    | Третье место |  |  |                  |       |
|  |                  | Таити            | 3                |       |                 |              |  |  |                  |       |
|  | Аргентина        | Таити            | 3                | 1     | Бразилия (пен.) | 7 (1)        |  |  |                  |       |
|  | Аргентина        |                  |                  | 1     | Бразилия (пен.) | 7 (1)        |  |  |                  |       |
|  | Таити            | 6                |                  | Таити | 7 (0)           |              |  |  |                  |       |
|  | Таити            | 6                |                  |       | 7 (0)           |              |  |  |                  |       |
|  |                  |                  |                  |       |                 |              |  |  | 28 сентября 2013 |       |
|  |                  |                  |                  |       |                 |              |  |  |                  |       |

### Четвертьфиналы
| Бразилия                                         | 4:3   | Япония                                               |
| ------------------------------------------------ | ----- | ---------------------------------------------------- |
| Эудин 8′ · Датиньо 10′ · Даниэль 29′ · Буэно 31′ | Отчёт | 6′ Х. Ода · 20′ (пен.) О. Морейра · 30′ (авт.) Буэно |

| Аргентина            | 1:6   | Таити                                                                                       |
| -------------------- | ----- | ------------------------------------------------------------------------------------------- |
| Э. Илайре 16′ (пен.) | Отчёт | 9′, 27′ Х. Тайаруи · 25′ Н. Беннетт · 28′ Р. Беннетт · 29′ Р. Ли Фунг Куээ · 36′ Х. Таванае |

| Испания                  | 2:1   | Сальвадор            |
| ------------------------ | ----- | -------------------- |
| Льоренс 7′ · Антонио 34′ | Отчёт | 24′ (пен.) У. Торрес |

| Россия                                                                                        | 6:5   | Иран                                                           |
| --------------------------------------------------------------------------------------------- | ----- | -------------------------------------------------------------- |
| Е. Еремеев 10′, 31′ · Ю. Крашенинников 19′ · А. Перемитин 22′ · К. Романов 26′ · Д. Шишин 34′ | Отчёт | 6′, 25′ М. Месигар · 10′, 22′ Ф. Булокбаши · 33′ М. Ахмадзадех |

### Полуфиналы
| Россия                                      | 5:3   | Таити                                                |
| ------------------------------------------- | ----- | ---------------------------------------------------- |
| Д. Шишин 9′, 17′, 35′ · А. Макаров 33′, 35′ | Отчёт | П. Тепа 13′ · А. Макаров 17′ (авт.) · Н. Беннетт 26′ |

| Испания                 | 2:1 (доп. вр.) | Бразилия        |
| ----------------------- | -------------- | --------------- |
| Мартин 21′ · Хуанма 37′ | Отчёт          | Бруно Шавьер 5′ |

### Матч за 3-е место
| Бразилия                                                                              | 8:7 (доп. вр.) | Таити                                                                             |
| ------------------------------------------------------------------------------------- | -------------- | --------------------------------------------------------------------------------- |
| Бруно Шавьер 7′ · Даниэль 12′ · Андре 12′ · Эудин 14′, 19′ · Жоржиньо 24′ · Бруно 39′ | Отчёт          | Р. Ли Фунг Куээ 1′, 24′ · М. Амау 12′ · Х. Тайаруи 21′, 35′ · Н. Беннетт 33′, 39′ |
| Пенальти                                                                              |                |                                                                                   |
| Жоржиньо                                                                              | 1:0            | Р. Ли Фунг Куээ                                                                   |

### Финал
Матч был проведен 28 сентября 2013 года на стадионе Тахуа Тоата (Tahua To’ata Stadium), на Таити в городе Папеэте. В матче принимали участие сборная Испании, которая впервые в своей истории вышла в финал чемпионатов мира под эгидой ФИФА и действующие чемпионы — сборная России, которые играли свой второй финал чемпионатов мира и пытались защитить титул чемпионов мира.
По московскому времени, матч проходил утром 29 сентября.
| Испания     | 1:5   | Россия                                                                    |
| ----------- | ----- | ------------------------------------------------------------------------- |
| Льоренс 24′ | Отчет | А. Шкарин 13′ · К. Романов 15′ · Ю. Крашенинников 18′, 31′ · Д. Шишин 36′ |

| Испания | Россия |

| Вр            | 1  | Дона         |
| Защ           | 3  | Антонио      |
| Защ           | 5  | Хуанма       |
| Нап           | 6  | Нико (К)     |
| Нап           | 9  | Рауль марида |
| Замены:       |    |              |
| Вр            | 12 | Кристиан     |
| Защ           | 2  | Синтас       |
| Защ           | 4  | Франк Мехиас |
| ПЗ            | 7  | Куман        |
| Нап           | 8  | Пахон        |
| Нап           | 10 | Льоренс      |
| ПЗ            | 11 | Сиди         |
| Тренер:       |    |              |
| Хоакин Алонсо |    |              |

| Вр             | 1  | Андрей Бухлицкий   |
| Защ            | 4  | Алексей Макаров    |
| Защ            | 7  | Антон Шкарин       |
| ПЗ             | 8  | Илья Леонов (К)    |
| Нап            | 9  | Егор Шайков        |
| Замены:        |    |                    |
| Вр             | 12 | Данила Ипполитов   |
| Защ            | 3  | Кирилл Романов     |
| Защ            | 5  | Юрий Крашенинников |
| ПЗ             | 6  | Дмитрий Шишин      |
| Нап            | 10 | Анатолий Перемитин |
| Нап            | 11 | Егор Еремеев       |
| Тренер:        |    |                    |
| Михаил Лихачёв |    |                    |

| Помощники судьи: Кристиан Зиммерманн (Швейцария) Хуго Падо (Соломоновы Острова) Судья-хронометрист: Бахтиёр Намазов (Узбекистан) Пятый судья: Мариано Ромо (Аргентина) | Правила матча: - 36 минут; 3 периода по 12 минут - 3 минуты овертайм если равный счет - Пенальти по правилу «мгновенной смерти» в случае равного счета - 7 замен, которые могут быть использованы |

### Общая статистика
| [ 23 ]           | Испания | Россия |
| ---------------- | ------- | ------ |
| Забитые голы     | 1       | 5      |
| Всего ударов     | 28      | 27     |
| Ударов в створ   | 9       | 14     |
| Автоголы         | 0       | 0      |
| Через себя       | 4       | 2      |
| Владение мячом   | 49 %    | 51 %   |
| Угловые          | 1       | 7      |
| Штрафные удары   | 5       | 1      |
| Нарушения        | 3       | 5      |
| Желтые карточки  | 0       | 0      |
| Красные карточки | 0       | 0      |

## Чемпион
| Чемпион мира по пляжному футболу 2013 |
| Россия Второй титул                   |

## Список бомбардиров
| Место | Игрок                | Голов |
| ----- | -------------------- | ----- |
| 1     | Дмитрий Шишин        | 11    |
| 2     | Бруно Шавьер         | 10    |
| 3     | Агустин Руис         | 7     |
| 4     | Раймана Ли Фунг Куээ | 6     |
| 4     | Бабакар Фалл         | 6     |
| 4     | Даниэль Куасситчи    | 6     |
| 7     | Лукас Медеро         | 5     |
| 7     | Мохаммад Ахмадзадех  | 5     |
| 7     | Педро Моран          | 5     |
| 7     | Патрик Тепа          | 5     |
| 7     | Николас Перера       | 5     |

## Награды
| adidas Золотой Мяч       | adidas Серебряный Мяч       | adidas Бронзовый Мяч       |
| ------------------------ | --------------------------- | -------------------------- |
| Бруно Шавьер             | Озу Морейра                 | Раймана Ли Фунг Куээ       |
| adidas Золотой Бомбардир | adidas Серебряный Бомбардир | adidas Бронзовый Бомбардир |
| Дмитрий Шишин            | Бруно Шавьер                | Агустин Руис               |
| 11 голов                 | 10 голов                    | 7 голов                    |
| adidas Золотая Перчатка  |                             |                            |
| Дона                     |                             |                            |
| Награда FIFA Fair Play   |                             |                            |
| Россия                   |                             |                            |

## Итоговое положение команд
| Место | Команда            |
| ----- | ------------------ |
| 1     | Россия             |
| 2     | Испания            |
| 3     | Бразилия           |
| 4     | Таити              |
| 5     | Аргентина          |
| 6     | Сальвадор          |
| 7     | Япония             |
| 8     | Иран               |
| 9     | Парагвай           |
| 10    | США                |
| 11    | Соломоновы Острова |
| 12    | Украина            |
| 13    | Сенегал            |
| 14    | Нидерланды         |
| 15    | ОАЭ                |
| 16    | Кот-д’Ивуар        |